# Манастир Дуга Морачка
Манастир Дуга Морачка припада Митрополији црногорско-приморској Српске православне цркве. Налази се у селу Дуга (Подгорица), у близини Подгорице.

## Историја
Манастир Дуга је посвећен Успењу Пресвете Богородице и налази се на 17-ом километру пута од Подгорице ка Колашину, у кањону на десној обали Мораче. Ктитор манастира је Вукан Немања, син Стефана Немање (Свети Симеон Мироточиви) и најстарији брат Светог Саве.
Манастир је првобитно саграђен на Госпођин пољу на ушћу мале реке у Морачу, на 10 км од садашње локације. На почетку 18. века 1752 године, због непрестане опасности од Турака да не буде уништен, четири племена: Кучи, Братоножићи, Васојевићи и Пипери, измештају га на скровитије место – село Дуга, испод Калуђеровог брда, које је пуно пећина, у којем су се у 14. и 15. веку подвизавали монаси исихасти.
По предању, била је колона људи у дужини од 6 км, и с руке на руку пренијели су га камен по камен за једну ноћ.
Три године касније, 1755. године већ има доказа да је манастир активан : владика Сава и Василије Петровић поклањају 20-ак богослужбених књига манастиру на Дуги. Ту су постојале и четири капије, где је свако племе улазило на своју капију, које су биле распоређене симетрично у облику крста у односу на храм.
Од њих више нема трагова, али се зна да је манастир био центар просвјете и зборно мјесто тим племенима. Овде се подигао велики духовник 19. века – архимандрит Мојсије Зечевић, чије је седиште било у Ђурђевим Ступовима, од 3-15. године свог живота био је у манастиру Дуги, гдје је и замонашен. Био је десна рука Светом Петру Цетињском, и много учинио на утврђивању православља и спријечио потурчење свог племена Васојевићи.
По благослову митрополита Илариона од 1862-1875 године у манастиру Дуга је боравио Марко Миљанов са породицом.
Почетком 20. вијека у манастиру Дуга је боравио и Свети Симеон Дајбабски са учеником Платоном. На дар је манастиру урадио икону Св. Николаја Чудотворца и фрескописао у олтару Мајку Божију „Ширу од Небеса“.
Једно вријеме манастир Дуга је био метох манастира Дајбабе. Манастир никада није насељавао бројно монаштво, али је увијек био активан све до 1942. године када је запустио.
Заслугом свештеника Милана Савовића, Божанствена Литургија је редовно служена до земљотреса 1979. године када је манастир био сав у рушевинама.
Манастирска здања
Садашња црква је подигнута 1755. године на мјесту старије грађевине од које су још сачувани темељи у олтарском простору.
Манастирска црква се не разликује од других сеоских храмова XVIII и XIX вијека. Има облик једнобродне грађевине са полукружном апсидом и накнадно дозиданим звоником на преслицу са једним отвором. Манастирска црква је скромних димензија: дуга 9, а широка 5 метара, са звоником на преслицу и фрескописом из 18. вијека. Зидана је од правилних квадера са уским спојницама. На подужним зидовима и апсиди налази се по један лучни прозор.
Портал на западној фасади је једноставан, са равним надвратником изнад којег је полукружна ниша. Средину зида краси камена розета. На цркву се наслањао дрвени тријем од којег су очувани само темељи. Унутрашњост храма је засведена полуобличастим сводом, ојачаним са два попречна лука. Између пиластера на подужним зидовима формирају се прислоњени лукови. Под је од камених плоча. Посебну занимљивост цркве представља живопис, настао у другој половини XVIII вијека. Како су зидови прекречени, фреске су боље видљиве само на своду, гдје се разазнају сцене Великих празника, фризови пророка са свицима и медаљони са анђелима.
Анонимни творац овог ансамбла је један од задњих сликара који његује технику фреско-декорације.

## Садашњост
Његово Високопреосвештенство Митрополит Амфилохије 17. октобра 1996. године, на празник Св.Стефана Штиљановића, служи у Дуги прву Литургију од 1979. године и том приликом даје благослов за обнову манастира.
Доласком мати Јоване Властелица из манастира Ждребаоника 1997. године, манастир Успења Пресвете Богородице на Дуги, по први пут у својој историји постаје женски манастир.
Након непуних седамдесет година, ова велика светиња са придолазећим сестрама полако обнавља ову обитељ.
Обнова манастира Дуге почиње од јуна 1997. године.
На празник Сабора Пресвете Богородице 8. јануара 1998, године митрополит Амфилохије служио је Свету архијерејску литургију а потом освештао из темеља обновљени и проширени конак те обитељи настојањем монахиња а уз помоћ бројних приложника и добротвора.
Горњи манастирски конак освећен је 2002, а 2003. године дозидана је припрата цркве, исте ширине и дужине 3,5 м. Економске зграде: штала, живинарник и шљивара, изграђене су 2002. године. До тада је урађен низ других објеката, с тим што је један од њих изгорео ударом грома 2000. године. Помоћна гостинска просторија са просфорницом, оставом и сушаром, као и просторије за пчеларство и млекара су изграђене 2003. године.
Објекти: сјеник, шупа за дрва, котларница су освећени 2008. године. Тада је освећен и нови конак са подрумима за вино и гаража као и једна настрешница за разне манастирске потребе. Обнова фрескописа и пода у цркви завршена је 2013. године. Манастирска гостопримница освештана је на манастирску славу Успења Пресвете Богородице, 28. августа 2014. године.
Вриједно сестринство на челу са игуманијом Јованом Властелицом, поред послова на обнови која још увјек траје, бави се разним врстама рукодеља као и повртарством и воћарством.